# Alejandro Carlos de Anhalt-Bernburg
El duque Alejandro Carlos de Anhalt-Bernburg (2 de marzo de 1805 - 19 de agosto de 1863) fue un príncipe alemán de la Casa de Ascania. De 1834 a 1863, fue el último duque del ducado de Anhalt-Bernburg.

## Biografía

### Primeros años

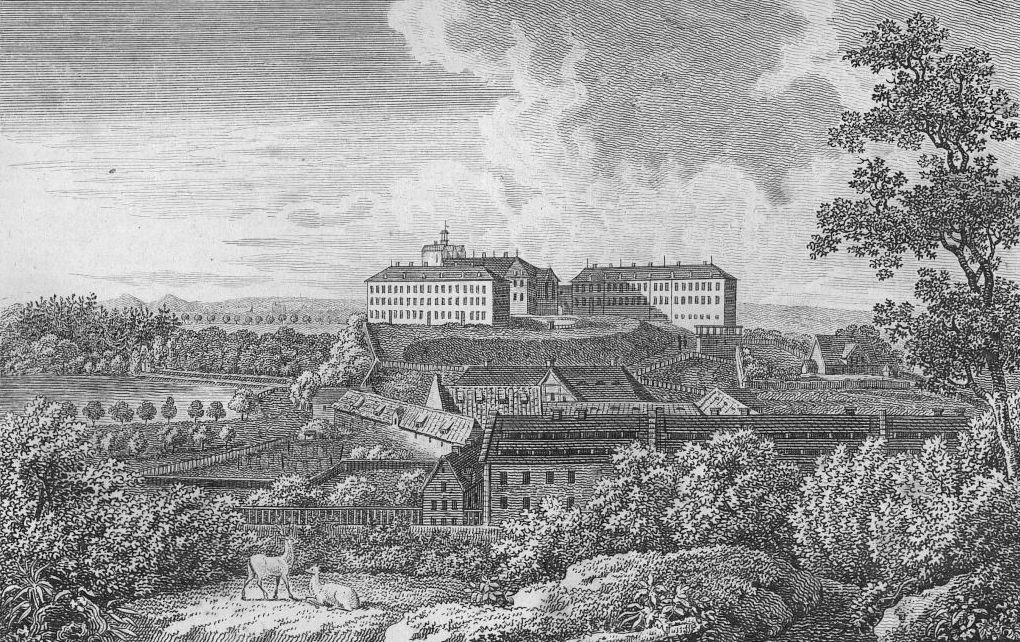
Castillo de Ballenstedt en 1837, lugar de nacimiento de Alejandro Carlos.

Alejandro Carlos nació en Ballenstedt el 2 de marzo de 1805 como segundo hijo varón (aunque el único que alcanzó la madurez) del duque Alexis Federico Cristián de Anhalt-Bernburg, de su primera esposa María Federica de Hesse-Kassel, hija del elector Guillermo I de Hesse.

### Matrimonio

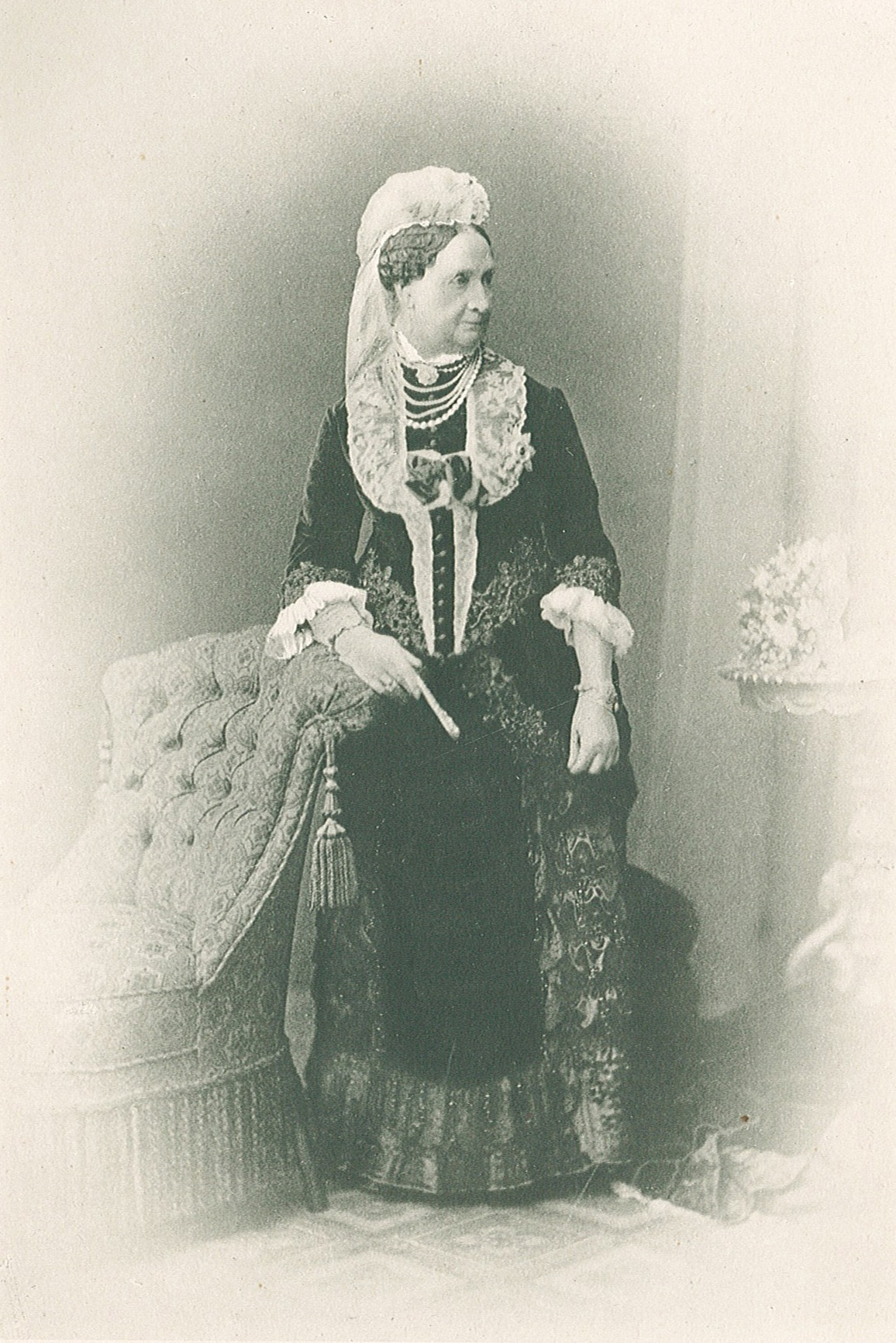
La princesa Federica de Schleswig-Holstein-Sonderburg-Glücksburg, esposa de Alejandro Carlos.

En Gottorp, el 30 de octubre de 1834, Alejandro Carlos contrajo matrimonio con la princesa Federica de Schleswig-Holstein-Sonderburg-Glücksburg, hija del duque Federico Guillermo de Schleswig-Holstein-Sonderburg-Glücksburg y su esposa, la princesa Luisa Carolina de Hesse-Kassel; también era una hermana del posterior rey Cristián IX de Dinamarca. La unión no tuvo hijos.

### Reinado
Por noviembre de 1855, el duque fue confinado en el palacio (Schloss) de Hoym debido a una progresiva enfermedad mental (algunas fuentes afirman que sufría esquizofrenia). Allí, Alejandro Carlos pasó el resto de su vida bajo cuidado médico en compañía de su chambelán, el pintor Wilhelm von Kügelgen.
Debido a su incapacidad, su esposa Federica actuaba de regente.

### Muerte
Alejandro Carlos murió en Hoym el 19 de agosto de 1863. Como el matrimonio no produjo descendencia, la línea de Anhalt-Bernburg quedó extinta. El ducado de Anhalt-Bernburg fue heredado por su pariente Leopoldo IV de Anhalt-Dessau-Köthen, que fusionó el ducado con el suyo para formar un unificado ducado de Anhalt.

### Sucesión
Después de la muerte de su padre en 1834, Alejandro Carlos lo sucedió en Anhalt-Bernburg.

| Predecesor: Alexis Federico Cristián | Duque de Anhalt-Bernburg 1834-1863 | Sucesor: Leopoldo IV |